# Маскатс, Артур
Артур Маскатс (латыш. Arturs Maskats; род. 20 декабря 1957, Валмиера) — латвийский композитор-классик, четырёхкратный лауреат Большой музыкальной награды Латвии.

## Биография
Артур Маскатс родился в конце 1957 года в Валмиере. Изучал теорию музыки в музыкальной школе имени Язепа Медыня (которую окончил в 1977 году). Преподававшая в этой школе Мария Медыня оказала сильное влияние на формирование Маскатса как композитора. В 1982 году окончил Латвийскую государственную консерваторию по классу композиции, где его учителем был Валентин Уткин. Во время учёбы в консерватории Маскатс стал победителем Всесоюзного фестиваля молодых композиторов (Ереван, 1981 год).
С 1982 по 1997 год Маскатс занимал должность музыкального руководителя театра «Дайлес» (ранее — Академический театр им. Яниса Райниса). За эти годы им была написана музыка к почти сотне театральных постановок, наиболее известной среди которых стал спектакль по произведению Александра Чака «Тронутые вечностью» (латыш. Mūžības skartie). Эту постановку поэт Янис Петерс назвал «очищением эпохи». С 1993 по 1996 годы Маскатс был председателем правления Союза композиторов Латвии. В 1996 году он занял пост художественного руководителя Латвийской национальной оперы, на котором оставался до 2013 года. В этом году ему было предложено стать председателем правления Латвийской национальной оперы вместо ранее занимавшего эту должность Андрея Жагарса, но он отклонил это предложение, в конечном итоге полностью расставшись с театром.

## Творчество
За время работы Маскатса с Латвийской национальной оперой на её сцене были поставлены четыре его произведения — балеты «Опасные связи» (латыш. Bīstamie sakari) и «Четыре мира. Четыре стихии» (латыш. 4 pasaules. 4 stihijas) и хореографические композиции по его симфоническим произведениям Concerto grosso и «Танго для симфонического оркестра» (на сцене шла под названием Ad Libitum). Уже после завершения работы в качестве художественного руководителя Латвийской оперы на её сцене была поставлена опера Маската «Валентина», основанная на реальных событиях в судьбе латвийской еврейки Валентины Фреймане — первая опера в творческой карьере композитора.
Другие известные произведения Маскатса включают:
- Концерт для виолончели (1992)
- Lacrimosa для хора, органа и струнного оркестра (1995)
- Salve Regina для меццо-сопрано, виолончели и струнного оркестра (1996)
- Три стихотворения Поля Верлена для вокальной группы, гобоя и виолончели (1996)
- Мессу для сопрано, смешанного хора и оркестра
- Симфонию для меццо-сопрано, хора и оркестра (2000)

Маскатсом также написано более 30 произведений для хора. В его произведениях просматривается влияние ведущего латвийского композитора Петериса Васкса, чьим почитателем он является, а также мастеров позднего романтизма. Работы Маскатса отличает образцовая инструментальная организация и умелое использование выразительных средств, в частности, из мира танцевальной латинской музыки.

## Награды
Творчество Артура Маскатса четырежды (в 1996, 2001, 2002 и 2011 годах) отмечалось Большой музыкальной наградой Латвии. Его «Танго для симфонического оркестра» исполнялось в финале III Международного конкурса симфонической композиции Masterprize в Лондоне, но получило от местных критиков прохладные отзывы, как и большинство других произведений-финалистов.
Командор ордена Трёх звёзд (2015).